# 1130'erne
Århundreder: 11. århundrede – 12. århundrede – 13. århundrede
Årtier: 1080'erne 1090'erne 1100'erne 1110'erne 1120'erne – 1130'erne – 1140'erne 1150'erne 1160'erne 1170'erne 1180'erne
År: 1130 1131 1132 1133 1134 1135 1136 1137 1138 1139